# Enrique Góngora Pareja
Enrique Góngora Pareja (Lima, 4 de julio de 1899-ib., 24 de octubre de 1949) fue ingeniero, docente y político peruano. Durante el gobierno de José Luis Bustamante y Rivero fue ministro de Fomento y Obras Públicas (1945-1946), y de Aeronáutica (1946-1947).

## Biografía
Hijo de Enrique J. Góngora y Bertha Pareja. Cursó sus estudios primarios en el Colegio San José de Cluny, y los secundarios en el Colegio Sagrados Corazones Recoleta. Ingresó luego a la Escuela Nacional de Ingenieros (actual Universidad Nacional de Ingeniería) donde se tituló de ingeniero civil en 1919.
Empezó a laborar como ingeniero en la Comisión Irrigadora de las Pampas El Imperial, en Cañete (1920-1924). Luego pasó a ser ingeniero inspector de la construcción del Gran Hotel Bolívar. Al iniciar la década de 1930 pasó a encabezar la Comisión Irrigadora de Piura y Lambayeque, encargada de la construcción de la planta hidráulica de Malpaso. Después fue de manera sucesiva: jefe del Departamento de Ingeniería de la Cerro de Pasco Copper Corporation; jefe del Departamento de Estudios y Diseños de la Sección de Irrigación, en la Dirección de Aguas del Ministerio de Fomento; y asistente principal de la Fairchild Aerial Surveys Inc.
En 1935 empezó a ejercer como profesor de práctica del curso de Hidráulica en la Escuela Nacional de Ingenieros. Al fallecer el titular de dicha cátedra, Francisco Alayza y Paz Soldán, lo reemplazó, convirtiéndose así en profesor principal.
Fue delegado peruano en varios eventos internacionales: en la 3.ª Conferencia Mundial de la Energía realizada en Washington D. C. (1936); en la Semana Aerofotogramétrica realizada en Buenos Aires (1940); en la 1.ª y la 2.ª reuniones de consulta de Geografía y Cartografía, celebrada en Washington y en Río de Janeiro, respectivamente; y en la Asamblea de la Organización de la Aviación Civil Internacional, realizada en Montreal.
El 28 de julio de 1945, al inaugurarse el gobierno de José Luis Bustamante y Rivero, juró como ministro de Fomento y Obras Públicas, formando parte del gabinete ministerial presidido por Rafael Belaunde Diez Canseco. Luego, en enero de 1946, pasó a ser ministro de Aeronáutica, hasta que renunció en enero de 1947 a raíz de la crisis ministerial desatada por el asesinato del empresario Francisco Graña Garland.
De retorno a su actividad profesional, pasó a ser director de la Escuela Nacional de Ingenieros, cargo que ejerció hasta el 21 de abril de 1947. En el corto lapso en que ejerció esa función, se dictaron las disposiciones reglamentarias para el alumnado y se discutió el proyecto de federación con la Universidad de San Marcos.
Por entonces se desempeñó también como gerente distrital en el Perú de la Peruvian International Airways, así como director de Relaciones Industriales de la Cerro de Pasco Copper Corporation. Aquejado de una repentina y grave enfermedad, falleció el 24 de octubre de 1949.

## Condecoraciones
- Gran Oficial de la Orden El Sol del Perú.[2][1]
- Cruz Peruana de Aviación de 1.ª Clase.[2][1]